# 마츠오카 요시츠구
마츠오카 요시츠구(1986년 9월 17일~)는 일본의 남성 성우이다. 일본 홋카이도 오비히로 시 출신이며 2009년 동쪽의 에덴에서 성우로 데뷔하였다. 현재 아임엔터테인먼트 소속이다.

## 작품
2010년
- 내 여동생이 이렇게 귀여울 리가 없어 - 마카베 카에데
- 배틀 스피리츠 브레이브 - 루가인
- 오오카미 씨와 7명의 동료들 - 이누즈카

2011년
- 꽃이 피는 첫걸음 - 사쿠라이 키리토
- 로큐브! - 우에하라 카즈나리
- 마법소녀 마도카☆마기카 - 나카자와
- 마이의 마법과 가정의 날 - 타츠미 히카루
- 방랑소년 - 세야 리쿠
- 성흔의 퀘이사 - 레온 맥스 뮬러
- 세이크리드 세븐 - 후지무라
- 작안의 샤나 3기 - 프랑수아 오릭
- 쥬얼펫 팅클 - 알파
- 치비데비 - 타카야마 이츠키
- 하느님의 메모장 - 후지시마 나루미
- THE IDOLM@STER - 미타라이 쇼타

2012년
- 맹렬 우주해적 - 3대
- 메다카 박스 - 오케스트라 부부장
- 사쿠라장의 애완 그녀 - 칸다 소라타
- 소드 아트 온라인 - 키리토
- 윤회의 라그랑주 - 아레이
- 죠죠의 기묘한 모험 - 양아치A
- 초속변형 자이로젯터 - 하야미 슌스케
- 캄피오네! - 쿠사나기 고도
- 퀸즈 블레이드 리벨리온 - 타이라
- 탐정 오페라 밀키 홈즈 제2막 - 아베 군
- 투 러브 트러블 다크니스 - 나카지마
- 하이스쿨 DxD - 프리드 세르젠
- BLACK★ROCK SHOOTER - 시루지 타쿠
- TARI TARI - 미야모토 마코토

2013년
- 겁쟁이 페달 - 아오야기 하지메
- 내 여동생이 이렇게 귀여울 리가 없어. - 마카베 카에데
- 다이아몬드 에이스 - 카네마루 신지
- 러브라보 - 이케자와 마사오미
- 로큐브!SS - 우에하라 카즈나리
- 마계왕자 devils and realist - 시트리 카트라이트
- 마기: The Kingdom of Magic - 티토스 알렉키우스
- 미야카와 가의 공복 - 오오사와 카즈히코
- 소드 아트 온라인 Extra Edition - 키리토
- 아라타칸가타리 - 아라타
- 어떤 과학의 초전자포S - 범죄자 B
- 잔잔한 내일로부터 - 사야마 슌
- 판타지스타 돌 - 키라 잇세이
- 하이스쿨 DxD NEW - 프리드 세르젠

2014년
- 가이스트 크러셔 - 고쿠요우 이즈나
- 겁쟁이 페달 GRANDE ROAD - 아오야기 하지메
- 노 게임 노 라이프 - 소라, 루오오시 나방(6화)
- 노부나가 더 풀 - 마젤란
- 늑대소녀와 흑왕자 - 카미야 노조미
- 마법과고교의 열등생 - 이치죠 마사키
- 만화가랑 어시스턴트랑 - 아이토 유우키
- 버디 컴플렉스 - 와타세 아오바
- 버디 컴플렉스 완결편 - 와타세 아오바
- 블레이드 앤 소울 - 쇼
- 소드 아트 온라인Ⅱ - 키리토
- 스트라이크 더 블러드 - 키라 레데베프 볼티즈로와
- 아오하라이드 - 키쿠치 토우마
- 아카메가 벤다! - 라바크
- 전자상가의 서점 아가씨 - 감독
- 정령사의 검무 - 지오 인자기
- 트리니티 세븐 - 카스가 아라타
- M3 ~그 검은 강철~ - 사기누마 아카시
- SHIROBAKO - 오치아이 타츠야

2015년
- 공전마도사 후보생의 교관 - 카나타 에이지
- 던전에서 만남을 추구하면 안 되는 걸까 - 벨 크라넬
- 시원찮은 그녀를 위한 육성방법 - 아키 토모야
- 식극의 소마 - 유키히라 소마
- 앱솔루트 듀오 - 코코노에 토오루
- 총황무진 파프니르 - 모노노베 유우
- 괴도 조커 - 피닉스

2016년
- re: 제로부터 시작하는 이세계 생활 - 페텔기우스 로마네콩티

2017년
- 에로망가 선생 - 이즈미 마사무네
- 독점 마이 히어로 - 오오시바 켄스케
- 노 게임 노 라이프 제로 - 리쿠

2018년
- 소드 아트 온라인 앨리시제이션 - 키리토

2019년
- 귀멸의 칼날 (하시비라 이노스케)
- 던전에서 만남을 추구하면 안 되는 걸까 2 - 벨 크라넬
- 소드 아트 온라인 앨리시제이션 War of Underworld (키리토)

2020년
- 시원찮은 그녀를 위한 육성방법 피날레 - 아키 토모야
- 소드아트 온라인 war of underworld part.2 2쿨 - 키리토
- 고블린 슬레이어: 고블린즈 크라운 - 창술사
- 마왕성에서 잘자요 - 마왕

2021년
- 메이플스토리 - 남성 카인[1]
- 소꿉친구가 절대로 지지 않는 러브코미디 - 마루 스에하루

### 극장판 애니메이션
2016년
- 소드 아트 온라인 -오디널 스케일 (키리토)

2020년
- 귀멸의 칼날 무한열차편 하시비라 이노스케
- 귀멸의 칼날: 주합회의·나비저택 편 하시비라 이노스케
- 귀멸의 칼날: 나타구모산 편 하시비라 이노스케

2021년
- 귀멸의 칼날: 장구저택 편 하시비라 이노스케
- 극장판 주술회전 0

2023년
- 극장판 여성향 게임의 파멸 플래그밖에 없는 악역 영애로 환생해버렸다... 니콜 아스카르트

2024년
- 기동전사 건담 SEED FREEDOM 다니엘 하퍼
- 명탐정 코난: 100만 달러의 오릉성 후쿠시로 히지리

1. ↑  メイプルストーリー公式チャンネル (2021년 6월 5일). 《～Maple Community Day 2021@オンライン～》. 2021년 6월 25일에 확인함.